# Воля-Полевна
Воля-Полевна (пол. Wola Polewna) — село в Польщі, у гміні Жонсьник Вишковського повіту Мазовецького воєводства.
Населення — 88 осіб (2011).
У 1975-1998 роках село належало до Остроленцького воєводства.

## Демографія
Демографічна структура станом на 31 березня 2011 року:
|          | Загалом | Допрацездатний вік | Працездатний вік | Постпрацездатний вік |
| -------- | ------- | ------------------ | ---------------- | -------------------- |
| Чоловіки | 50      | 11                 | 34               | 5                    |
| Жінки    | 38      | 10                 | 19               | 9                    |
| Разом    | 88      | 21                 | 53               | 14                   |